# Aïn Bouyahia
Aïn Bouyahia (em árabe: عين بويحى) é uma comuna localizada na província de Aïn Defla, no norte da Argélia. Sua população era de 16 213 habitantes, em 2008.